# Escuela Rinpa

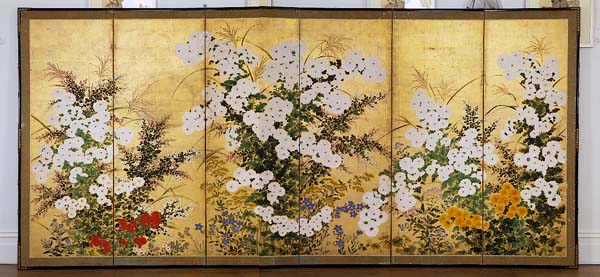
Paisaje primaveral, de pintor desconocido perteneciente a la escuela Rinpa,, tinta y oro en seis paneles de papel.

Rinpa (琳派?), también romanizado como Rimpa, es una de las escuelas más importantes de la pintura japonesa. Surgió en el siglo XVII con los artistas Honami Kōetsu (1558 - 1637) y Tawaraya Sōtatsu (1643). Cincuenta años después, el estilo se consolidó como tal a través de los hermanos Ogata Kōrin y Kenzan.

## Historia

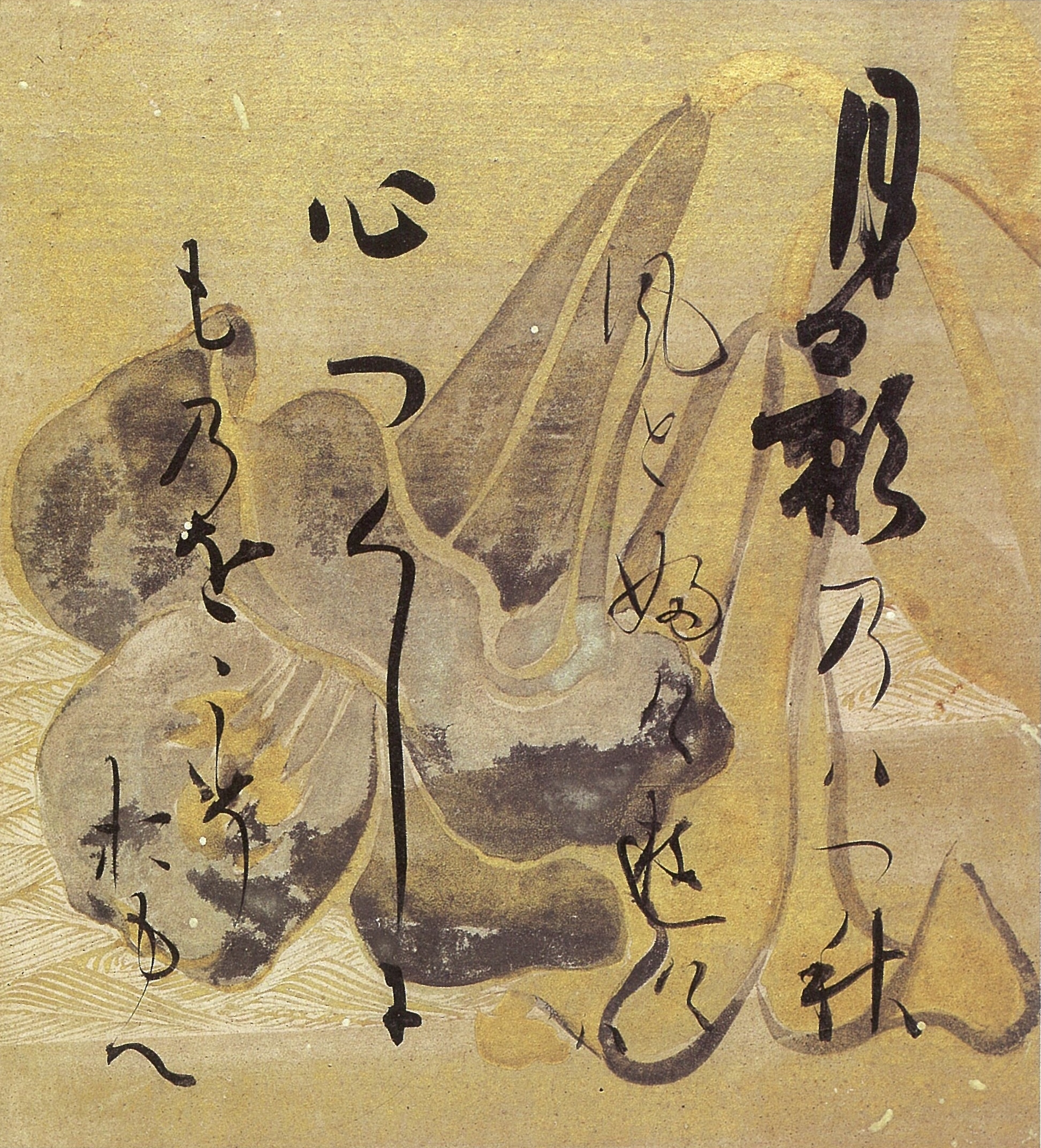
Flores y plantas de las cuatro estaciones, de Tawaraya Sōtatsu y Honami Kōetsu

Hon'ami Kōetsu fundó una comunidad artística de artesanos con el apoyo de adinerados comerciantes, patrocinadores de la secta budista Nichiren en Takagamine, en el noreste de Kioto, en 1615. Tanto la élite de los comerciantes prósperos, así como las antiguas familias aristocráticas de Kioto, favorecían las artes que seguían las tradiciones clásicas, y Kōetsu obedecía produciendo numerosas obras de cerámica, caligrafía y lacados.
Su colaborador, Tawaraya Sōtatsu, mantenía un taller en Kioto y producía pinturas comerciales como abanicos decorativos y biombos. Sōtatsu también se especializó en hacer papel decorado con fondos dorados o plateados, a lo que Kōetsu ayudó agregando caligrafía.
Ambos artistas provenían de familias de importancia cultural; Kōetsu provenía de una familia de herreros que habían servido en la corte imperial y los grandes señores de la guerra, como Oda Nobunaga y Toyotomi Hideyoshi, además de los shōguns Ashikaga. El padre de Kōetsu evaluó espadas para el clan Maeda, al igual que el propio Kōetsu. Sin embargo, el artista valoraba más la pintura, la caligrafía, el lacado y la ceremonia del té japonesa (creó varios tazones de té de cerámica Raku). Su propio estilo de pintura era extravagante, recordando a las formas aristocráticas del período Heian.

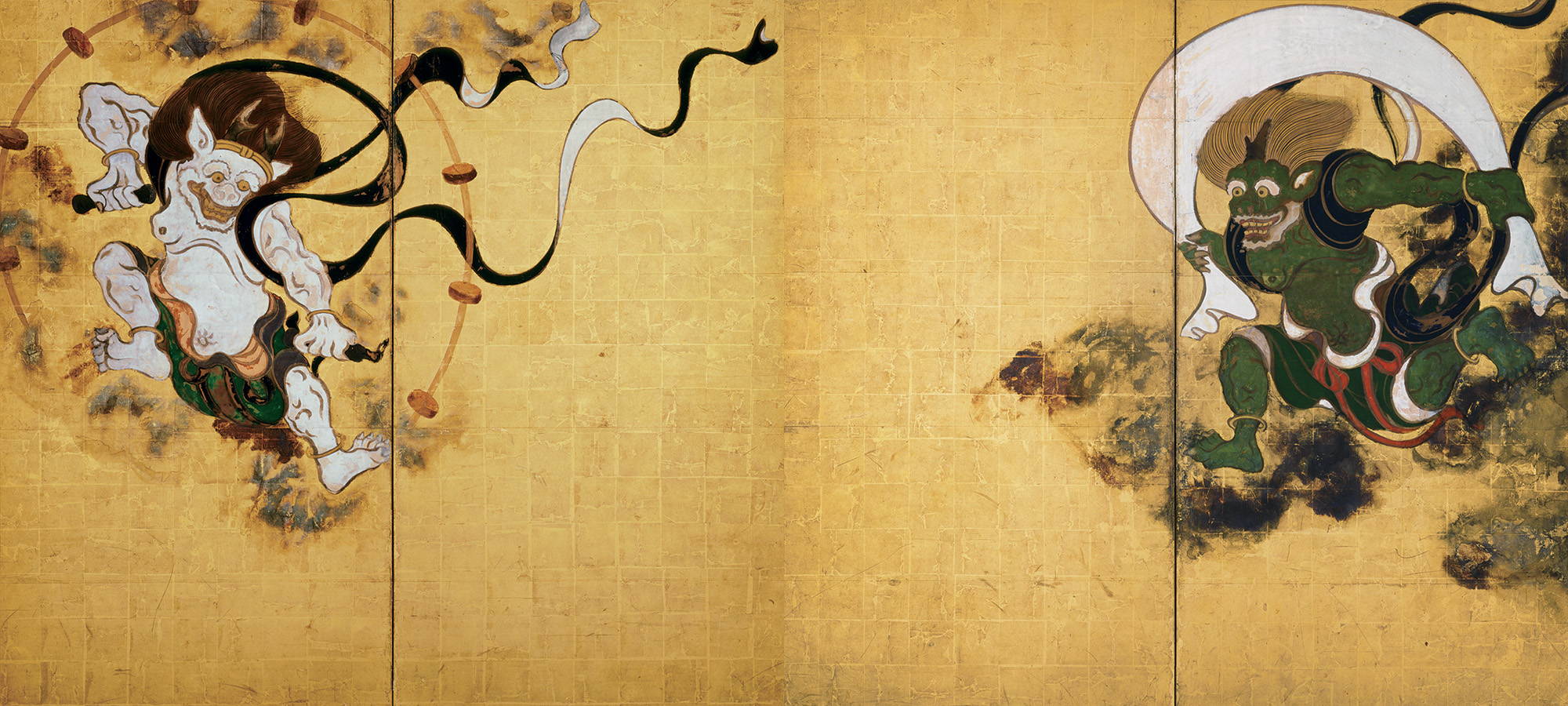
Dios del viento y Dios del trueno, Tawaraya Sōtatsu. Representa a Raijin (izquierda) y Fūjin (derecha), dioses sintoístas. Influyó a los artistas Rinpa, que elaboraron homenajes, como la versión de Kōrin.

Sōtatsu también siguió el género clásico Yamato-e como Kōetsu, pero fue pionero en una nueva técnica con contornos audaces y esquemas de color llamativos. Una de sus obras más famosas son los biombos del Dios del viento y Dios del trueno (風神 雷神 図, Fūjin Raijin-zu) en el templo Kennin-ji en Kioto. Representa a Raijin, dios de los truenos, y Fūjin, deidad del viento. Pese a no contar con un sello o firma, no se duda de la autoridad de Sōtatsu.

## Desarrollo posterior

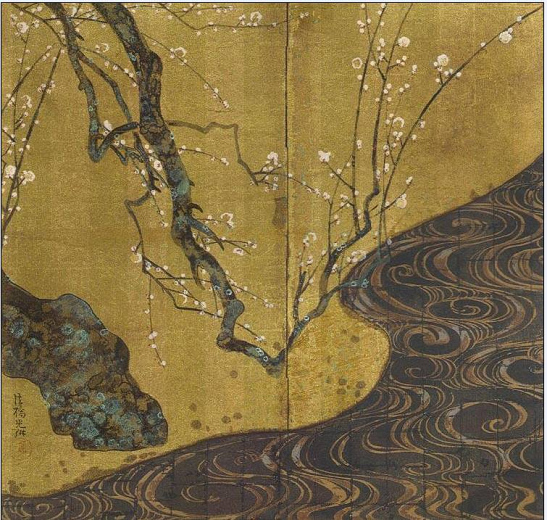
Porción de Flores de ciruelo rojas y blancas (紅白梅図, Kōhakubai-zu), de Ogata Kōrin

La escuela Rinpa volvió a destacar durante la era Genroku (1688-1704) gracias a Ogata Kōrin y su hermano menor Ōgata Kenzan, hijos de un próspero comerciante textil de Kioto. La innovación de Kōrin radicó en representar la naturaleza de forma abstracta, usando numerosas gradaciones de color y matiz, y mezclando colores en la superficie para lograr efectos excéntricos, así como el uso liberal de sustancias preciosas como el oro y las perlas.
Su obra maestra, Flores de ciruelo rojas y blancas (紅白 梅 図, Kōhakubai-zu), fechada en 1714-15, se encuentra en el Museo de Arte MOA en Atami, Shizuoka. Con una composición dramática, estableció la dirección de Rinpa para el resto de su trayectoria. Kōrin colaboró con Kenzan en la pintura de diseños y caligrafía en la cerámica de su hermano. Kenzan permaneció como alfarero en Kioto hasta después de la muerte de Kōrin en 1716, cuando comenzó a pintar profesionalmente. Otros artistas destacados fueron Sakai Hōitsu y Suzuki Kiitsu.

## Estilo
Los artistas de la escuela Rinpa trabajaron en varios formatos, destacando biombos, abanicos y pergaminos colgantes, libros impresos en madera, lacados, cerámicas y kimonos. Muchas pinturas Rinpa se usaron en puertas y paredes corredizas (fusuma) de las casas nobles.
El tema y el estilo a menudo se tomaron prestados de las tradiciones del período Heian del yamato-e, con elementos de pinturas de tinta Muromachi, pinturas de flores y pájaros de la dinastía Ming china, así como desarrollos de la escuela Kanō del período Momoyama. La pintura estándar estereotipada en el estilo Rinpa involucra temas naturales simples como pájaros, plantas y flores, con el fondo relleno con pan de oro. El énfasis en el diseño y la técnica refinados se hizo más pronunciado a medida que se desarrolló el estilo Rinpa. Para destacar los detalles, los artistas usaron una técnica popularizada por Shōtatsu llamada tarashikomi, que consistía en aplicar una segunda capa de pintura cuando la primera aún no estaba seca.
Este estilo floreció en Kyōto, Nara y Osaka, es decir, el triángulo político y cultural del antiguo Japón. Kyōto y Osaka fueron también dos de las ciudades más importantes de la escuela Nanga (南 画 "pintura del sur"), también conocida como el estilo de la escuela Bunjinga (文人 画 "pintura de literatos"). De este modo, la pintura Nanga estuvo expuesta a la influencia de la pintura Rinpa y viceversa.

## Artistas notables Rinpa
- Hon'ami Kōetsu
- Tawaraya Sōtatsu
- Ōgata Kōrin
- Ōgata Kenzan
- Sakai Hōitsu
- Suzuki Kiitsu
- Kamisaka Sekka